# Celowanie

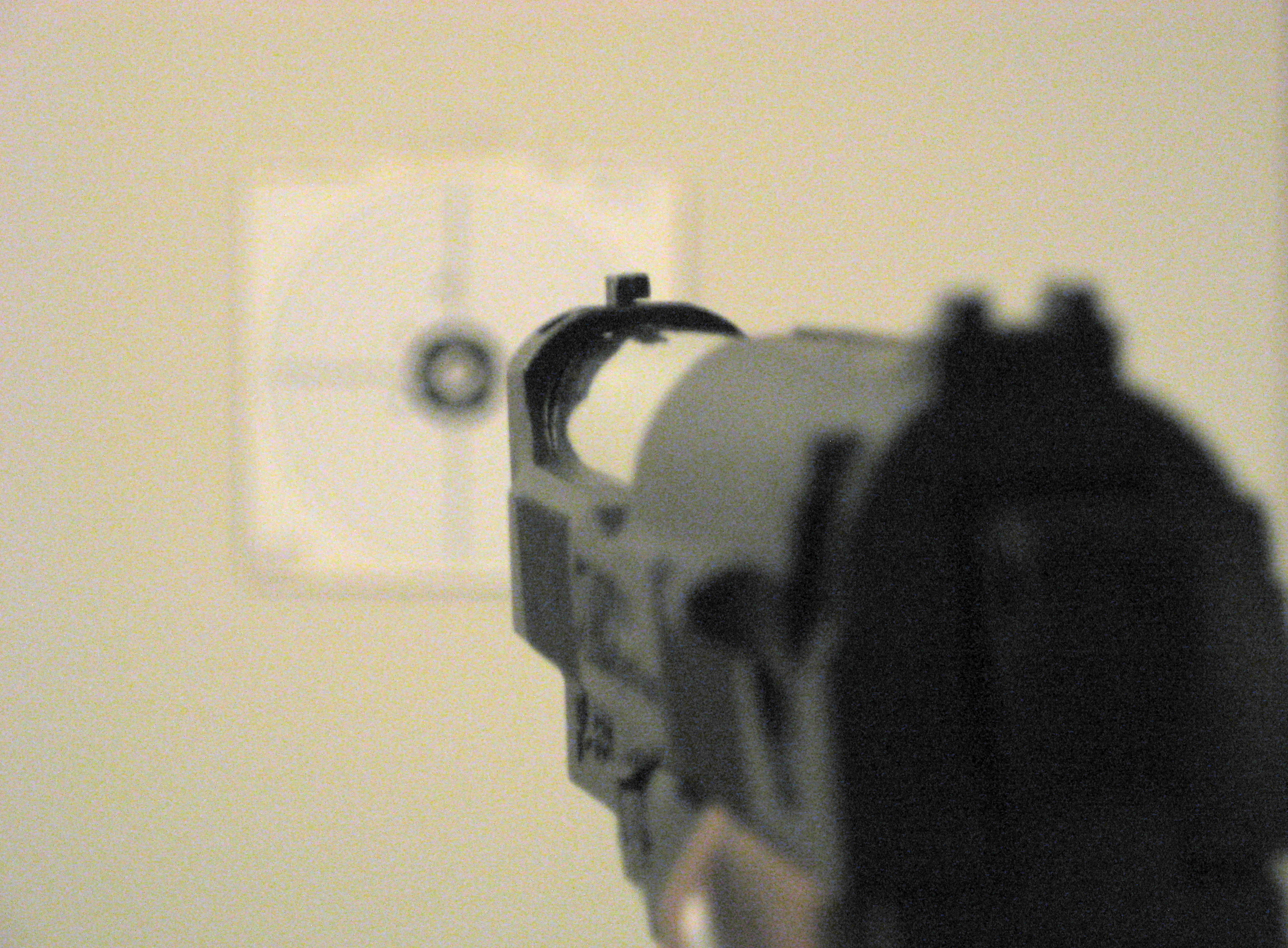
Celowanie do tarczy

Celowanie – nadanie części broni odpowiadającej za kierunek lotu pocisku (na przykład lufie) takiego położenia w przestrzeni, aby miotany pocisk trafił w cel. Do celowania służą celowniki.